# Rhampholeon viridis
Rhampholeon viridis este o specie de cameleoni din genul Rhampholeon, familia Chamaeleonidae, descrisă de Jean Mariaux și Colin Tilbury în anul 2006. Conform Catalogue of Life specia Rhampholeon viridis nu are subspecii cunoscute.